# Lijst van Deense films
Deze lijst bevat films gemaakt en geproduceerd in Denemarken.

## Vanaf 1910
- Vampyrdanserinden (1912)
- Atlantis (1913)
- Häxan (1922)
- Blaavend melder storm (1938)
- Vredens Dag (1943)
- Teatertosset (1944)
- Brevet fra afdøde (1946)
- Adam og Eva (1953)
- Bruden fra Dagstrup (1955)
- Ordet (1955)
- Ung leg (1956)
- Min søsters børn (1966)
- Martha (1967)

## Vanaf 1980
- Gummi-Tarzan (1981)
- Zappa (1983)
- Busters Verden (1984)
- Forbrydelsens element (1984)
- Valhalla (1986)
- Babettes gæstebud (Babette's Feast) (1987)
- Pelle Erobreren (Pelle de Veroveraar) (1987)
- Rami og Julie (1988)
- Medea (1988)
- Atlantic Rhapsody (1989)
- Dansen med Regitze (1989)
- Miraklet i Valby (The Miracle in Valby) (1989)
- Arhus by Night (1989)

## Vanaf 1990
- Krummerne (The Crumbs) (1991)
- Jungldyert Hugo (1993)
- Nattevagten (1994)
- Riget (The Kingdom) (1994)
- Carl Th. Dreyer: Min metier (1995)
- Breaking the Waves (1996)
- Festen (The Celebration) (1998)
- Idioterne (The Idiots) (1998)
- Antenneforeningen (1999)
- I Kina spiser de Hunde (In China they eat Dogs) (1999)
- Mifunes sidste sang (Mifune's Last Song) (1999)

## Vanaf 2000
- Blinkende lygter (Flickering Lights) (2000, Anders Thomas Jensen)
- Dancer in the Dark (2000, Lars von Trier)
- Hjaelp jeg er en Fisk (Help I'm a Fish) (2000) animatie
- Italiensk for Begyndere (Italian for Beginners) (2000, Lone Scherfig) Dogma #12
- Ulvepigen Tinke (2001, Morten Køhlert)
- Gamle maend i nye biler (Old Men in New Cars) (2002, Lasse Spang Olsen)
- Klatretøsen (2002, Hans Fabian Wullenweber)
- Elsker dig for evigt (2002, Susanne Bier)
- Dogville (2003, Lars von Trier)
- De grønne slagtere (The Green Butchers) (2003, Anders Thomas Jensen)
- Rembrandt (2003, Jannik Johansen)
- Brødre (Brothers) (2004, Susanne Bier)
- Inkasso (2004, Lasse Spang Olsen)
- Prostitution bag sløret (2004, Nahid Persson)
- Adams æbler (Adam's Apples) (2005, Anders Thomas Jensen)
- Ambulancen (2005, Laurits Munch-Petersen)
- All About Anna (2005, Jessica Nilsson)
- Voksne mennesker (Dark Horse) (2005, Dagur Kári)
- Manderlay (2005, Lars von Trier)
- Efter brylluppet (After the Wedding) (2006, Susanne Bier)
- Direktøren for det hele (The Boss of It All) (2006, Lars von Trier)
- Tempelriddernes skat (De verloren schat van de Tempelridders) (2006, Kasper Barfoed)
- En Soap (2006, Pernille Fischer Christensen)
- Prag (2006, Ole Christian Madsen)
- Nordkraft (2006, Ole Christian Madsen)
- Princess (2006, Anders Morgenthaler)
- Vikaren (2007, Ole Bornedal)
- Kunsten at Græde i Kor (2007, Peter Schønau Fog)
- Tempelriddernes skat 2 (2007, Giacomo Campeotto)
- Kærlighed på film (2007, Ole Bornedal)
- Ledsaget Udgang (2007, Erik Clausen)
- Den Sorte Madonna (2007, Lasse Spang Olsen)
- Hvordan vi slipper af med de andre (2007, Anders Rønnow Klarlund)
- Blå mænd (2008, Rasmus Heide)
- Tempelriddernes skat 3 (2008, Giacomo Campeotto)
- Flammen & Citronen (2008, Ole Madsen)
- Det Perfekte kup (2008, Dennis Petersen)

## Vanaf 2010
- Hævnen (In a Better World) (2010, Susanne Bier)
- En kongelig affære  (A Royal Affair) (2012, Nikolaj Arcel)
- Jagten (The Hunt) (2012, Thomas Vinterberg)
- Krigen (A War) (2015, Tobias Lindholm)
- Under sandet (Land of Mine) (2015, Martin Zandvliet)
- Den skyldige (The Guilty) (2018, Gustav Möller)
- En sten i vores hjerte (A Stone in our Heart) (2018, Jette Bitten Glibstrup)

België · Denemarken · Duitsland · Finland · Frankrijk · Griekenland · Haïti · India · Italië · Luxemburg · Madagaskar · Nederland · Noorwegen · Oostenrijk · Polen · Portugal · Roemenië · Spanje · Tsjechië · Turkije · Zweden · Zwitserland